# 천안 성거산 천성사명 금동보살입상
천안 성거산 천성사명 금동보살입상(天安 聖居山 千聖寺銘 金銅菩薩立像)은 대한민국 충청남도 천안시, 만일사 대웅전에 있는 모셔진 관음상이다.
문화재자료 제257호 '천흥사 동제관음상', 문화재자료 제258호 '만일사 금동불'은 동일한 불상으로 1984년 5월 17일 오류지정됨에 따라 지정해제 후, 2002년 8월 10일 충청남도의 유형문화재 제168호로 재지정되었다.

## 개요
관음상 뒷부분에 "통화 20년(고려 목종 6년, 1002년) 천흥사"란 글이 새겨져 있었으나, 만일사에 모실 때 도금을 하여 보이지 않는다 한다.
관음 보살은 부처님의 자비를 상징하는 대표적인 보살로 중생이 어려움을 만났을 때 그 이름을 외우기만 하면 중생의 성품에 따라 여러 가지 모습으로 나타나서 중생을 구제하여 준다는 보살이다.
머리에는 화불이 있는 보관을 쓰고, 얼굴은 미소를 짓고 있다. 가슴에는 목걸이가 가늘게 늘어져 있고, 가슴 아래로 늘어진 법의는 발까지 부드럽게 늘어져 있다. 부드러운 몸매에 오른손에는 죽지 않음을 뜻하는 감로수가 든 감노수병을 들었고, 왼손에는 보주를 들고 있다.

## 같이 보기
- 만일사

## 참고 자료
- 《천안시사》, 천안시, 1997년
- 《충청남도지정문화재해설집》, 충청남도, 2001년
- 천안 성거산 천성사명 금동보살입상 - 국가유산청 국가유산포털